# قولی تپه
قولی تپه در شهرستان گنبدکاووس، روستای حاجی قوشان واقع شده و این اثر در تاریخ ۲۵ اسفند ۱۳۷۹ با شمارهٔ ثبت ۳۶۴۹ به‌عنوان یکی از آثار ملی ایران به ثبت رسیده است.